# Lubomír Zajíček
Lubomír Zajíček (15. února 1946 Bystrc – 14. května 2013) byl český volejbalista, reprezentant Československa, člen bronzového týmu na LOH 1968 v Mexiku. Je také vicemistrem Evropy z roku 1971.

## Účast na LOH
- LOH 1968 – 3. místo
- LOH 1972 – 6. místo